# Cody Decker
Pour les articles homonymes, voir Decker.
Cody Marshall Decker (né le 17 janvier 1987 à Santa Monica, Californie, États-Unis) est un joueur de premier but de la Ligue majeure de baseball.

## Carrière
Joueur des Bruins de l'université de Californie à Los Angeles, Cody Decker est repêché par les Padres de San Diego au 22e tour de sélection en 2009. 
Après 7 ans en ligues mineures et à l'âge de 28 ans, Cody Decker fait ses débuts dans le baseball majeur avec San Diego le 14 septembre 2015 face aux Diamondbacks de l'Arizona.
Après avoir joué 8 matchs pour San Diego en 2015, il signe le 3 décembre suivant avec les Royals de Kansas City. Il ne joue pas dans les majeures en 2016 et partage sa saison entre des clubs des ligues mineures affiliés à trois équipes (les Royals, Rockies du Colorado et Red Sox de Boston). Il est dans l'organisation des Mets de New York en 2017.